# Myrmecocystus mendax
Myrmecocystus mendax är en myrart som beskrevs av Wheeler 1908. Myrmecocystus mendax ingår i släktet Myrmecocystus och familjen myror. Inga underarter finns listade i Catalogue of Life.

## Bildgalleri

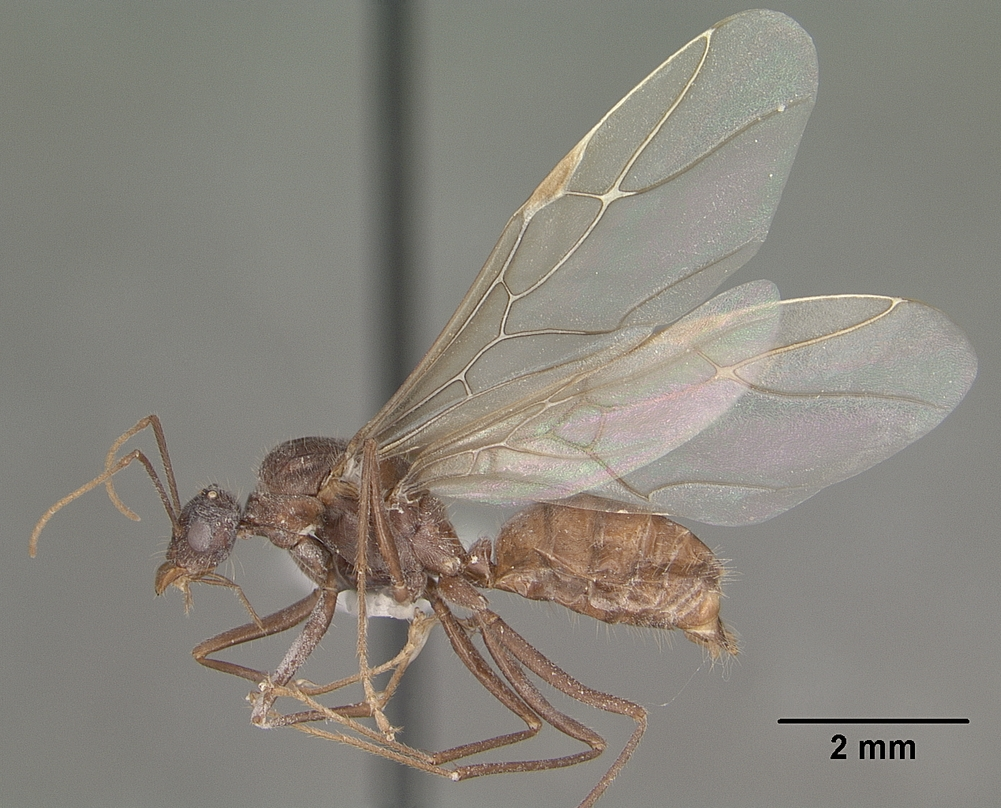
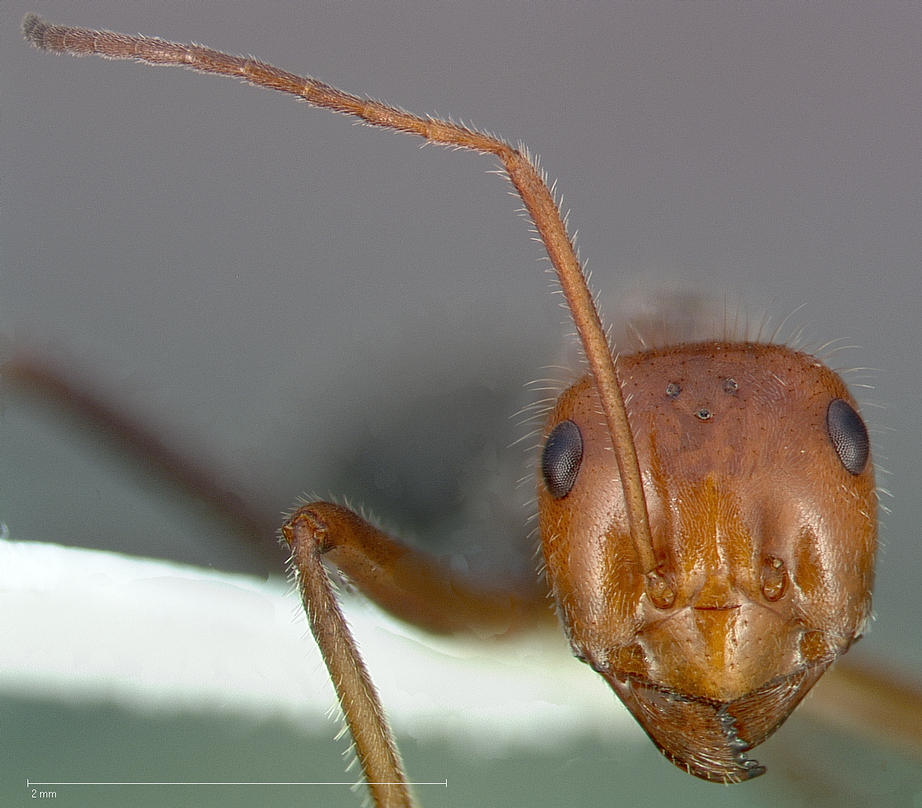
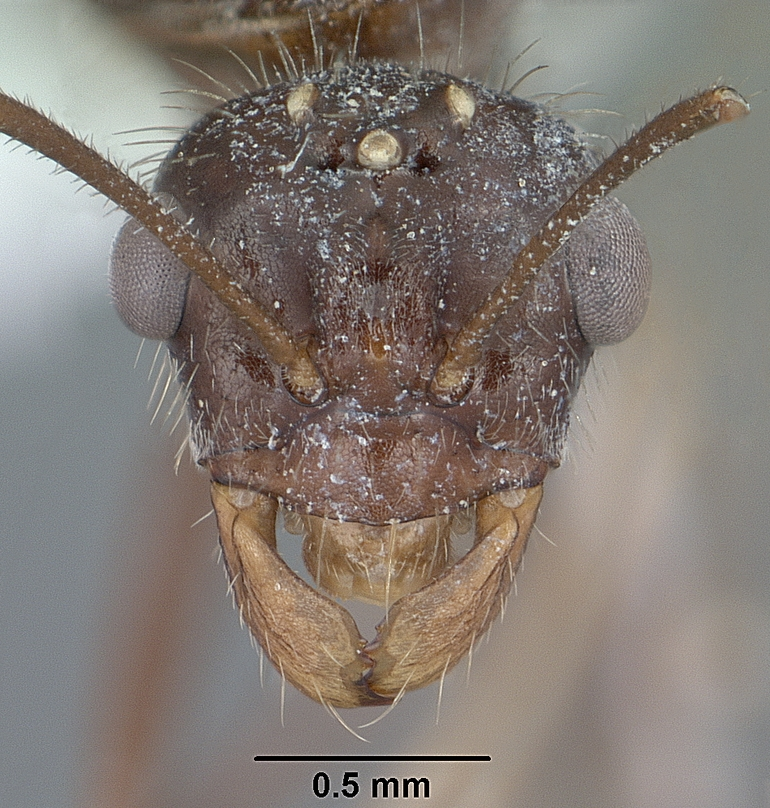